# 明正 (名古屋市)
明正（めいしょう）は、愛知県名古屋市港区の地名。現行行政地名は明正一丁目及び明正二丁目。住居表示未実施。

## 地理
名古屋市港区中央北端部に位置する。東は小碓三丁目・小碓四丁目、南は当知三丁目・当知四丁目・当知町、北は中川区に接する。

## 歴史

### 町名の由来
庄内川に架かる明徳橋と正徳橋の頭文字を組み合わせたものであるとされる。

### 沿革
- 1978年（昭和53年）10月1日 - 港区小碓町および当知町の各一部により、同区明正一丁目および明正二丁目がそれぞれ成立する[1]。

## 世帯数と人口
2019年（平成31年）3月1日現在の世帯数と人口は以下の通りである。
| 丁目       | 世帯数    | 人口    |
| ---------- | --------- | ------- |
| 明正一丁目 | 504世帯   | 1,138人 |
| 明正二丁目 | 519世帯   | 1,198人 |
| 計         | 1,023世帯 | 2,336人 |

### 人口の変遷
国勢調査による人口の推移
| 2000年（平成12年） | 2,283人 | [ WEB 6 ] |  |
| 2005年（平成17年） | 2,247人 | [ WEB 7 ] |  |
| 2010年（平成22年） | 2,153人 | [ WEB 8 ] |  |
| 2015年（平成27年） | 2,292人 | [ WEB 9 ] |  |

## 学区
市立小・中学校に通う場合、学校等は以下の通りとなる。また、公立高等学校に通う場合の学区は以下の通りとなる。
| 丁目       | 番・番地等 | 小学校               | 中学校               | 高等学校 |
| ---------- | ---------- | -------------------- | -------------------- | -------- |
| 明正一丁目 | 全域       | 名古屋市立明徳小学校 | 名古屋市立当知中学校 | 尾張学区 |
| 明正二丁目 | 全域       | 名古屋市立明徳小学校 | 名古屋市立当知中学校 | 尾張学区 |

## 施設
- 神明社[2]
- 日蓮宗妙光寺[2]
- 明正歯科[2]

## その他

### 日本郵便
- 郵便番号 : 455-0806[WEB 3]（集配局：名古屋港郵便局[WEB 12]）。

### WEB
1. ↑  “愛知県名古屋市港区の町丁・字一覧”.   人口統計ラボ. 2017年10月7日閲覧。
2. 1 2  “町・丁目(大字)別、年齢(10歳階級)別公簿人口(全市・区別)”.   名古屋市 (2019年3月20日). 2019年3月21日閲覧。
3. 1 2  “郵便番号”.  日本郵便. 2019年3月17日閲覧。
4. ↑  “市外局番の一覧”.   総務省. 2019年1月6日閲覧。
5. 1 2  名古屋市役所市民経済局地域振興部住民課町名表示係 (2015年10月21日). “港区の町名一覧”.   名古屋市. 2020年11月15日閲覧。
6. ↑  名古屋市役所総務局企画部統計課統計係 (2005年7月1日). “（刊行物）名古屋の町(大字)・丁目別人口 (平成12年国勢調査) 港区” (XLS). 2017年10月8日閲覧。
7. ↑  名古屋市役所総務局企画部統計課統計係 (2007年6月29日). “平成17年国勢調査　名古屋の町(大字)別・年齢別人口 港区” (XLS). 2017年10月8日閲覧。
8. ↑  名古屋市役所総務局企画部統計課統計係 (2012年6月29日). “平成22年国勢調査　名古屋の町(大字)別・年齢別人口 港区” (XLS). 2017年10月8日閲覧。
9. ↑  名古屋市役所総務局企画部統計課統計係 (2017年7月7日). “平成27年国勢調査　名古屋の町(大字)別・年齢別人口” (XLS). 2017年10月8日閲覧。
10. ↑  “市立小・中学校の通学区域一覧”.   名古屋市 (2018年11月10日). 2019年1月14日閲覧。
11. ↑  “平成29年度以降の愛知県公立高等学校（全日制課程）入学者選抜における通学区域並びに群及びグループ分け案について”.   愛知県教育委員会 (2015年2月16日). 2019年1月14日閲覧。
12. ↑  “郵便番号簿 2018年度版” (PDF).   日本郵便. 2019年4月14日閲覧。

### 文献
1. 1 2  名古屋市計画局 1992, p. 840.
2. 1 2 3 4 5  「角川日本地名大辞典」編纂委員会 1989, p. 1536.
3. ↑  名古屋市計画局 1992, p. 543.